# Douglas Slocombe
Douglas Slocombe OBE (* 10. Februar 1913 in London; † 22. Februar 2016 ebenda) war ein britischer Kameramann.

## Leben
Douglas Slocombe begann seine Karriere als freier Journalist und Fotograf. Er bereiste als Fotoreporter zwischen 1933 und 1939 das Vereinigte Königreich, Polen und die Niederlande. Im Zweiten Weltkrieg begann er, als Kameramann zu arbeiten. Er arbeitete für die britische Kriegsberichterstattung. Nach Kriegsende arbeitete er als Kameramann für Spielfilme. Sein Schaffen umfasst mehr als 80 Produktionen in nahezu 50 Jahren. Zuletzt arbeitete er an Indiana Jones und der letzte Kreuzzug (1989). In den 2000er Jahren war er noch in einigen Dokumentationen zu sehen. Slocombe starb im Februar 2016 im Alter von 103 Jahren in einem Londoner Krankenhaus, wo er behandelt wurde, nachdem er im Januar 2016 gestürzt war. Er hinterließ eine Tochter.
Slocombe gehörte zu den großen Handwerkern im Kamerageschäft. Bei seiner Kamera- und Lichtführung konnte nie ein expliziter „Slocombe-Stil“ festgestellt werden, er passte seine Arbeit dem jeweiligen Film und dessen Bedürfnissen an. Deshalb konnte Slocombe im Laufe der Jahrzehnte mit unterschiedlichen Regisseuren zusammenarbeiten, die ihm eine abwechslungsreiche Filmografie bescherten.
Im Laufe seiner Karriere wurde er dreimal mit dem British Academy Film Award ausgezeichnet und war dreimal für einen Oscar nominiert. Bei den Internationalen Filmfestspielen von Cannes 1981 war Slocombe Jurymitglied.

## Auszeichnungen (Auswahl)
Oscar
- 1973 – Nominierung für Reisen mit meiner Tante
- 1978 – Nominierung für Julia
- 1982 – Nominierung für Jäger des verlorenen Schatzes

BAFTA Award
- 1964 – Auszeichnung für Der Diener
- 1975 – Auszeichnung für Der große Gatsby
- 1979 – Auszeichnung für Julia

Los Angeles Film Critics Association Award
- 1977 – Auszeichnung mit dem LAFCA Award für Julia

## Filmografie (Auswahl)
- 1942: Die Blockade (The Big Blockade) – Regie: Charles Frend
- 1945: Traum ohne Ende (Dead of Night)
- 1946: Das gefangene Herz (The Captive Heart)
- 1947: Die kleinen Detektive (Hue and Cry)
- 1947: Die Flucht vor Scotland Yard (It Always Rains on Sunday)
- 1948: Königsliebe (Saraband for Dead Lovers)
- 1949: Adel verpflichtet (Kind Hearts and Coronets)
- 1949: Kampf ums Geld (A Run for Your Money) – Regie: Charles Frend
- 1950: Frau im Netz (Cage of Gold) – Regie: Basil Dearden
- 1951: Der Mann im weißen Anzug (The Man in the White Suit)
- 1951: Das Glück kam über Nacht (The Lavender Hill Mob)
- 1952: Titfield-Expreß (The Titfield Thunderbolt)
- 1952: Mandy
- 1953: Liebeslotterie (The Love Lottery) – Regie: Charles Crichton
- 1955: Meine bessere Hälfte (Touch and Go) – Regie: Michael Truman
- 1955: Ludwig II.
- 1956: Versuchsmaschine CB 5 (The Man in the Sky) – Regie: Charles Crichton
- 1957: Die kleinste Schau der Welt (The Smallest Show on Earth)
- 1957: Kapitän Seekrank (Barnacle Bill)
- 1958: Du bist verloren, Fremder (Tread Softly Stranger) – Regie: Gordon Parry
- 1960: Der rote Schatten (Circus of Horrors)
- 1960: Die gestohlene Million (The Boy Who Stole a Million)
- 1961: Gebrandmarkt (The Mark)
- 1961: Ein Toter spielt Klavier (Taste of Fear)
- 1961: Hallo, Mr. Twen! (The Young Ones) – Regie: Sidney J. Furie
- 1962: Das indiskrete Zimmer (The L-Shaped Room)
- 1962: Freud (Freud – The Secret Passion)
- 1963: Der Diener (The Servant)
- 1964: Schüsse in Batasi (Guns at Batasi)
- 1965: Sturm über Jamaika (A High Wind in Jamaica)
- 1965: Versprich ihr alles (Promise Her Anything) – Regie: Arthur Hiller
- 1966: Der blaue Max (The Blue Max)
- 1967: Feuerdrache (Fathom)
- 1967: Tanz der Vampire (Dance of the Vampires)
- 1967: Millionen-Raub (Robbery) – Regie: Peter Yates
- 1968: Brandung (Boom)
- 1968: Der Löwe im Winter (The Lion in Winter)
- 1969: Charlie staubt Millionen ab (The Italian Job)
- 1970: Tschaikowsky – Genie und Wahnsinn (The Music Lovers)
- 1971: Das Wiegenlied der Verdammten (Murphy’s War) – Regie: Peter Yates
- 1972: Reisen mit meiner Tante (Travels With My Aunt)
- 1973: Jesus Christ Superstar
- 1974: Der große Gatsby (The Great Gatsby)
- 1974: Die Zofen (The Maids) – Regie: Christopher Miles
- 1974: Fluchtpunkt Marseille (The Marseille Contract)
- 1975: Bleib mir ja vom Leib (That Lucky Touch)
- 1975: Hedda Gabler (Hedda)
- 1975: Rollerball
- 1975: Vagabund in tausend Nöten (The Bawdy Adventures of Tom Jones) – Regie: Cliff Owen
- 1976: Der Weg allen Fleisches (The Sailor Who Fell from Grace with the Sea)
- 1977: Eine beispiellose Affäre (Nasty Habits) – Regie: Michael Lindsay-Hogg
- 1977: Unheimliche Begegnung der dritten Art (Close Encounters of the Third Kind)
- 1977: Julia
- 1978: Der Herr der Karawane (Caravans) – Regie: James Fargo
- 1978: Ein irres Paar (Lost and Found) – Regie: Melvin Frank
- 1979: Tödliche Botschaft (The Lady Vanishes)
- 1980: Nijinsky – Regie: Herbert Ross
- 1981: Jäger des verlorenen Schatzes (Raiders of the Lost Ark)
- 1983: The Pirates of Penzance – Regie: Wilford Leach
- 1983: Sag niemals nie (Never Say Never Again)
- 1984: Indiana Jones und der Tempel des Todes (Indiana Jones and the Temple of Doom)
- 1985: Wasser – Der Film (Water)
- 1986: Lady Jane – Königin für neun Tage (Lady Jane)
- 1989: Indiana Jones und der letzte Kreuzzug (Indiana Jones and the Last Crusade)